# Dionysius (cráter)

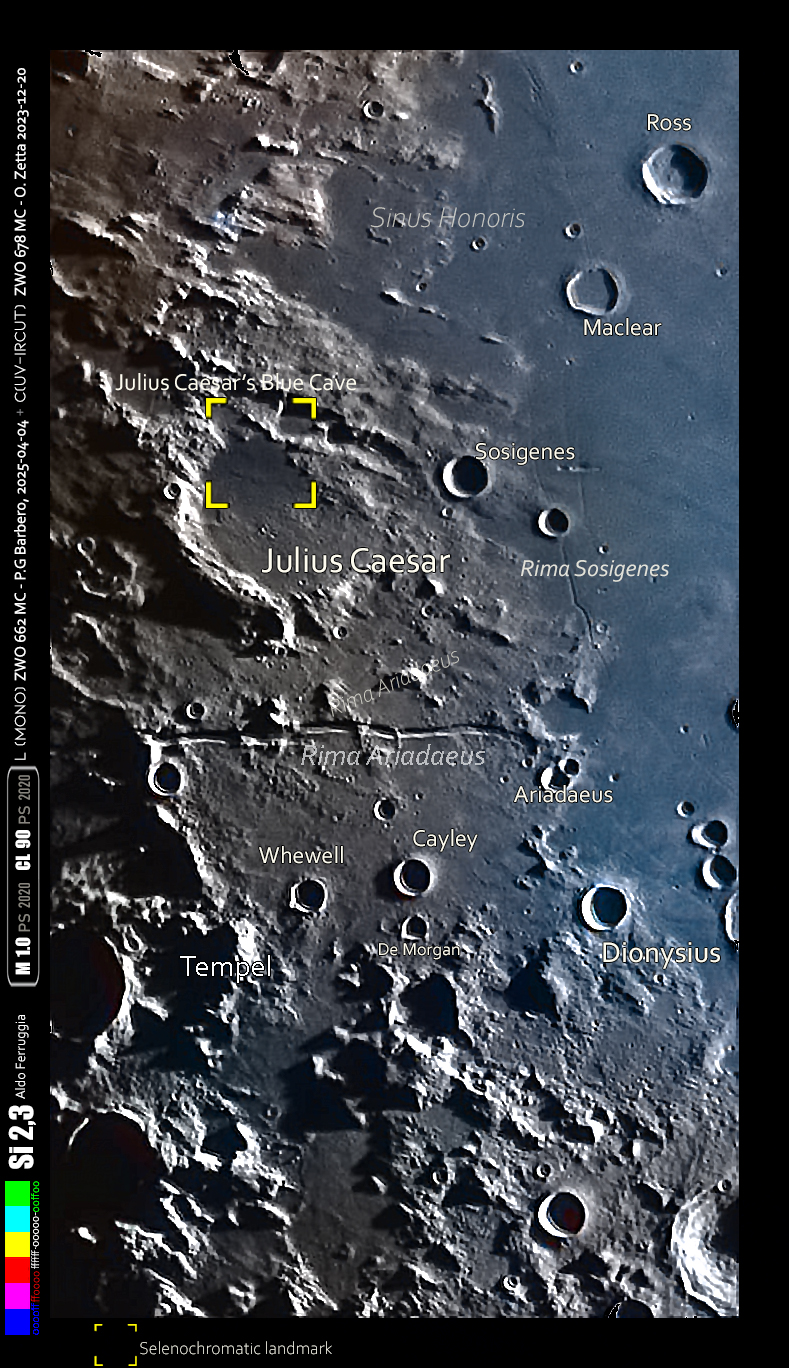
El cràter (a la derecha) en formato selenocromático (Si)

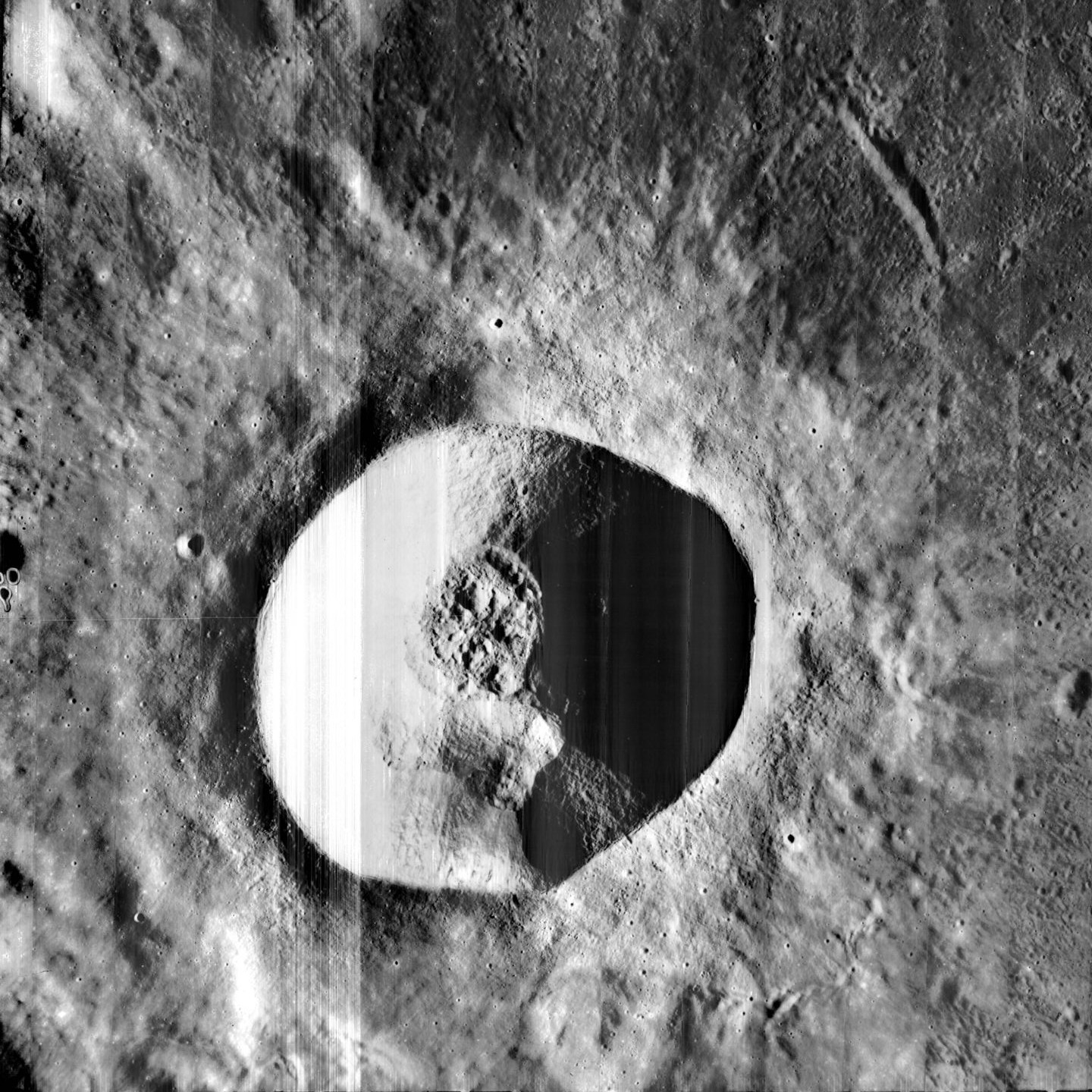
Detalle del interior desde el Lunar Orbiter 5

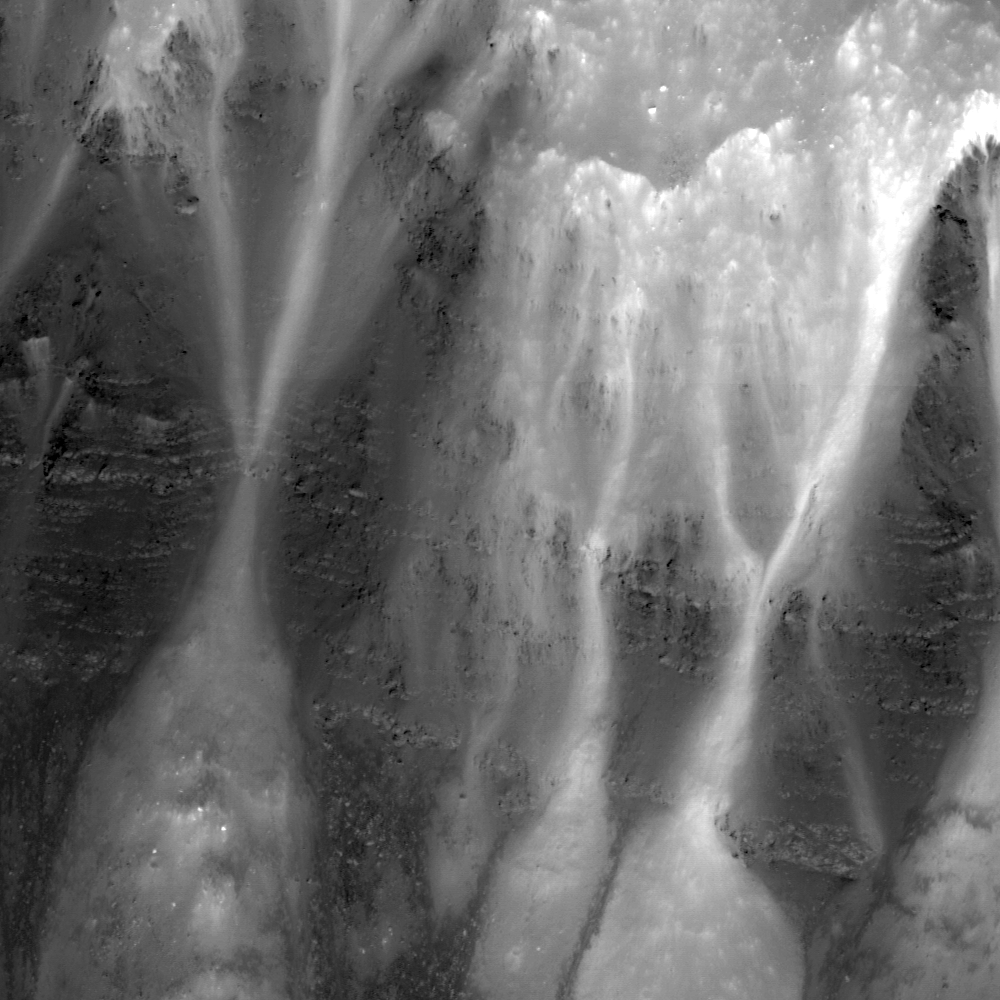
Fotografía de la misión Lunar Reconnaissance Orbiter

Dionysius es un cráter de impacto lunar que se encuentra en el borde occidental del Mare Tranquillitatis. Al sureste se halla el par de cráteres Ritter y Sabine. Justo al noroeste aparece el sistema de grietas designado Rimae Ritter. Estas hendiduras siguen una dirección generalmente al noroeste.
|  |  |

El borde de Dionysius es generalmente circular y muestra pocos signos de desgaste. El cráter posee un pequeño sistema de marcas radiales con un radio de más de 130 kilómetros. La formación tiene un alto albedo y aparece brillante cuando el sol está casi en el cenit durante la luna llena. Está rodeado por un halo luminoso, con material más oscuro a continuación. Algunos depósitos más oscuros presentan formas de rayas oscuras relativamente raras.

## Cráteres satélite
Por convención estos elementos son identificados en los mapas lunares poniendo la letra en el lado del punto medio del cráter que está más cerca de Dionysius.
|           | \| Dionysius \| Coordenadas \| Diámetro \| \| --------- \| -------------------------- \| -------- \| \| A \| 1°42′N 17°36′E / 1.7, 17.6 \| 3 km \| \| B \| 3°00′N 15°48′E / 3.0, 15.8 \| 4 km \| |          |
| Dionysius | Coordenadas | Diámetro |
| A         | 1°42′N 17°36′E / 1.7, 17.6 | 3 km     |
| B         | 3°00′N 15°48′E / 3.0, 15.8 | 4 km     |